# アメリカ合衆国製版印刷局
アメリカ合衆国製版印刷局（アメリカがっしゅうこくせいはんいんさつきょく、英語：Bureau of Engraving and Printing、BEP）、もしくは米国財務省印刷局は、アメリカ政府の様々な機密印刷物をデザインし印刷する米国財務省内の政府機関で、最も代表的な製造物は連邦準備の為の連邦準備券（一般にはドル紙幣と呼ばれる）である。それに加えて、米国債、軍士官や賞の証明書、入場許可証、多くの種類の身分証明書、さまざまな形式の機密文書を製造している。
米財務省印刷局はワシントンD.C.とテキサス州フォートワースに生産設備を持つ、米国政府内で最も大きな機密印刷物製造機関である。
米財務省印刷局は貨幣を製造しておらず、製造しているのはアメリカ合衆国造幣局である。

## 製版印刷局警察

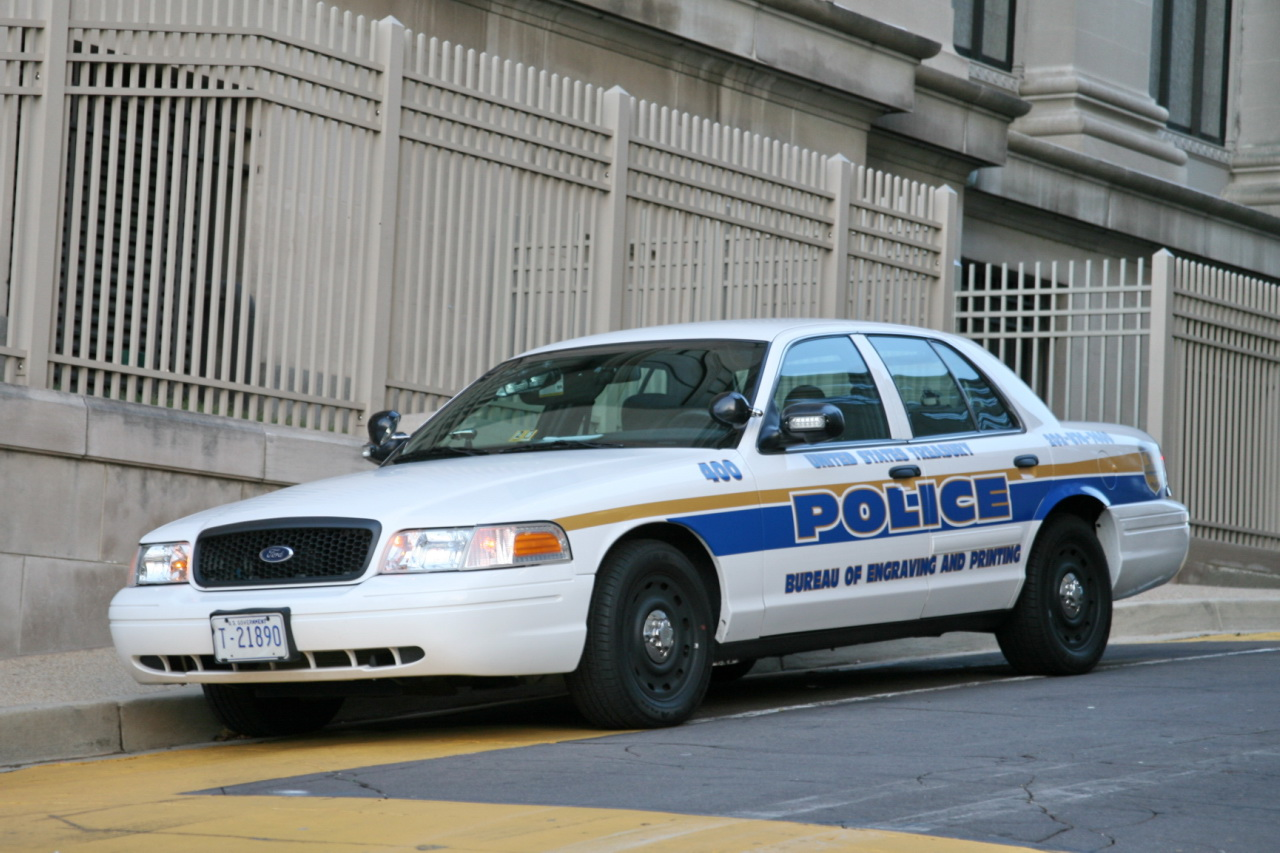
製版印刷局警察 (BEP) のパトカー

製版印刷局は、職員と施設を保護するために製版印刷局警察を保有し、警察署を設置している。製版印刷局警察は、連邦法、地方法、財務省規則及び規制と、覚書によりワシントンD.C.刑法及びテキサス州刑法を執行する責任を有している。2004年には、234人の警察官が所属していた。

## 損傷紙幣課
災害などでボロボロになった紙幣を無料で補償する公的機関として1866年に設立された。